# Мьерс, Маркос
Маркос Давид Мьерс (исп. Marcos David Miers; 24 марта 1990 года, Вилья-Элиса, департамент Сентраль, Парагвай) — парагвайский футболист, играющий на позиции защитника. Ныне выступает за парагвайский клуб «Спортиво Лукеньо».

## Клубная карьера
Маркос Мьерс начинал свою карьеру футболиста в асунсьонском «Насьонале». 8 октября 2009 года он дебютировал в парагвайской Примере, выйдя на замену в самой концовке гостевой игры против «Серро Портеньо». 3 сентября 2011 года Мьерс забил свой первый гол в рамках Примеры, сравняв счёт в домашнем поединке с асунсьонским «Индепендьенте».
В 2015 году парагваец играл за перуанский клуб «Альянса Лима», в 2016 году он вернулся в «Насьональ». Первую половину 2017 года Мьерс провёл за боливийский «Спорт Бойз Варнес», а вторую — за парагвайский «Индепендьенте». В начале 2018 года парагвайский защитник усилил состав эквадорской «Макары» перед дебютом в Кубке Либертадорес. Летом вернулся в Парагвай.

## Достижения
«Насьональ»
- Чемпион Парагвая (2): Ап. 2011, Ап. 2013
- Финалист Кубка Либертадорес (1): 2014